# Teuquelín
Teuquelín es una isla del sur de Chile que pertenece al archipiélago de Chiloé. Con una superficie de 0,69 km² y 32 habitantes según el censo de 2017, es la más pequeña en tamaño y población de las diez islas que conforman la comuna de Quinchao. Se encuentra a corta distancia de isla Caguach y también está próxima a Meulín y Quenac.

## Descripción
Francisco Astaburuaga, en su obra Diccionario Geográfico de la República de Chile (1899), se refiere a «Tenquelín» como una «islilla del departamento de Quinchao allegada a la costa nordeste de la isla de Caguache. Tiene unos pocos habitantes». También agrega que desde fines del siglo XVIII se la ha llamado de diversas formas: «Tefquilín, Tenguetil, Tenquelil, Teuquetil y aún otros Trequelín».

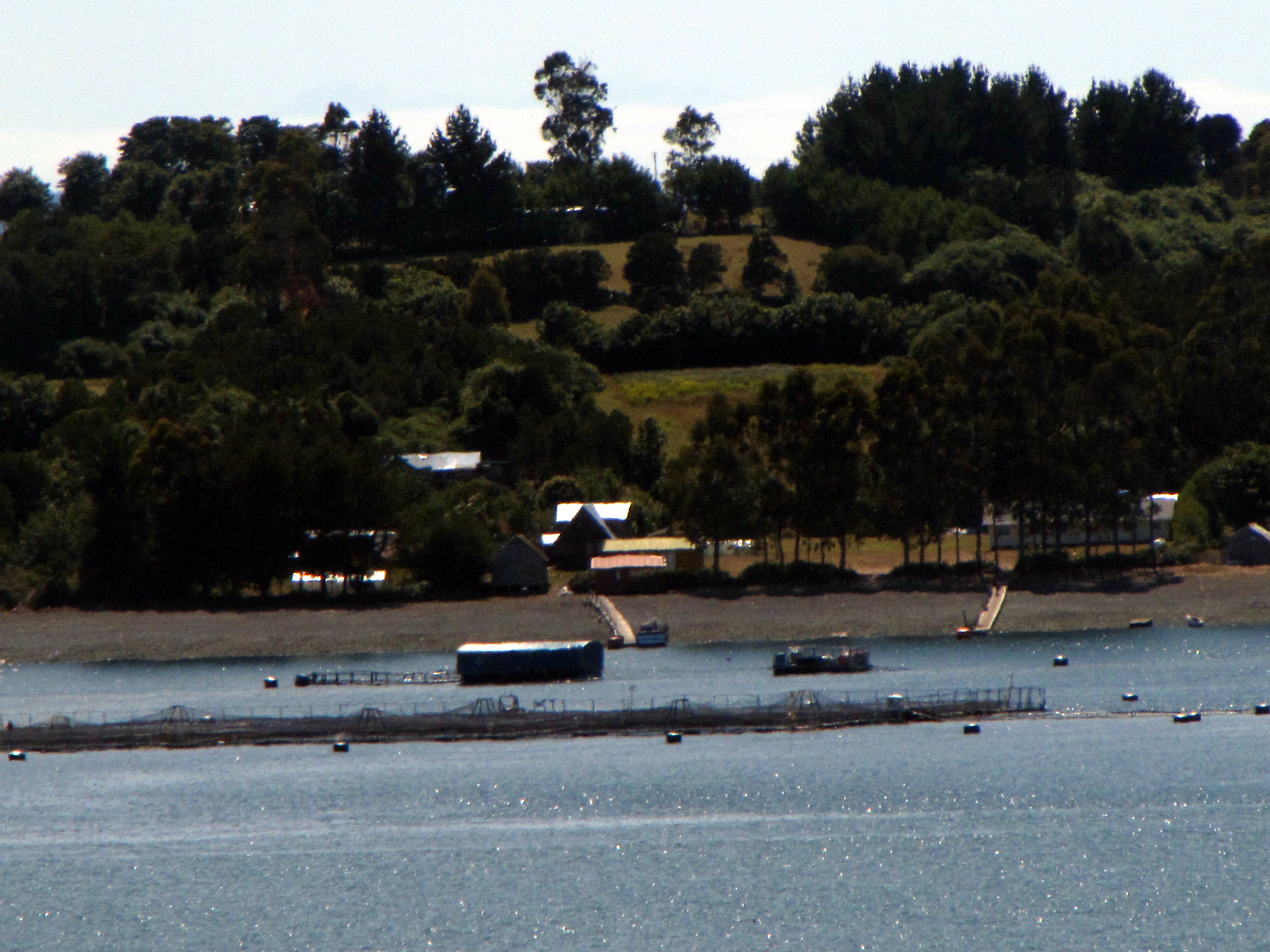
Paisaje de la isla.

Teuquelín es la única isla de la comuna sin escuela y recinto de salud, por lo que sus habitantes se atienen en la posta de Caguach. También tienen como opción el centro comunitario de salud familiar en Meulín., inaugurado en 2017.
La isla cuenta con energía eléctrica desde 2012. Ese mismo año, se construyó una rampa flotante de 36 metros para mejorar la conectividad de los vecinos con el resto del archipiélago. En 2016 el Consejo Regional  aprobó un proyecto para otorgar luz eléctrica las 24 horas a once islas de Chiloé. Entre las beneficiadas está Teuquelín.

## Conectividad
Existe un servicio de transporte marítimo subsidiado que conecta a Teuquelín con Caguach (sector El Estero) y Achao. La lancha realiza cinco viajes a la semana. Los horarios de salida son: 7.30 (lunes, miércoles, jueves), 11.30 (viernes) y 13.30 h (domingo). Los horarios de regreso son: 15.30 (lunes, miércoles, jueves y viernes) y 16.00 (domingo).